# Phelsuma sundbergi
Phelsuma sundbergi är en ödleart som beskrevs av  Hialmar Rendahl 1939. Phelsuma sundbergi ingår i släktet Phelsuma och familjen geckoödlor. Artepitet i det vetenskapliga namnet hedrar H. Sundberg.
Denna geckoödla förekommer på Seychellerna. Den når där i kulliga landskap 500 meter över havet. Exemplaren vistas i skogar och de besöker trädgårdar samt byggnader. Individerna hittas ofta på palmen dubbelkokosnöt. Ödlan äter växtens blommor. Samtidig hjälper Phelsuma sundbergi till vid palmens pollinering. Honor lägger ägg.
Några exemplar fångas och hölls som terrariedjur. På små öar hotas beståndet av tamkatter och av den introducerade myran Anoplolepis gracilis. hela populationen anses vara stor. IUCN kategoriserar arten globalt som livskraftig.

## Underarter
Arten delas in i följande underarter:
- P. s. sundbergi
- P. s. ladiguensis
- P. s. longinsulae